# Paprika Korps
A Paprika Korps egy sziléziai heavy reggae zenekar 

## Tagok
- Marcin Matlak: vokál, gitár
- Piotr Maślanka: billentyűs hangszerek, vokál, melodika
- Łukasz Rusinek: gitár
- Tomasz Krawczyk: basszusgitár
- Aleksander Żeliźniak: dob
- Jakub Łukaszewski: hangmérnök

## Lemezek

### Albumok
- Kolejny Krok (Studio Czad, 1999.
- Przede wszystkim muzyki (Studio Czad, 2001)
- Telewizor (Studio Q, 2003)
- Konsertti Tampereella (Klubi, 2005)
- Magnetofon (Punkt G, 2007)

## Külső hivatkozások
- Hivatalos honlap
- The Paprika Korps site on Karrot Kommando